# Banjar Tabulu
Banjar Tabulu is een bestuurslaag in het regentschap Sampang van de provincie Oost-Java, Indonesië. Banjar Tabulu telt 10.249 inwoners (volkstelling 2010).